# Чемпионат мира по современному пятиборью 1982
XXVI Чемпионат Мира по современному пятиборью среди мужчин 1982 года прошёл в столице Италии городе Рим.
После Олимпиады 1960 года Италия впервые принимала пятиборцев. В чемпионате участвовало 58 спортсменов из 21 страны.

## Конкур
Соревнования по конкуру проводились на стадионе, на котором было установлено 15 препятствий, в том числе двойная и тройная системы. Длина дистанции была 600 м. Лошади стартовали в два гита.
В командном зачёте лучшей была тройка из Венгрии (Часари — 1070 очков, Мижер — 1070, Пайор — 990), за ней команда Мексики — 3146 и Италии — 3090 очков. Сборная СССР заняла 5-е место.

## Фехтование
Соревнования по фехтованию организаторы в срочном порядке перенесли из Дворца спорта в зал отеля «Хилтон». Накануне там погиб советский фехтовальщик олимпийский чемпион Владимир Смирнов. В бою с рапиристом из Германии сломанный клинок через маску пронзил голову спортсмена.
Личная и командная победы достались французам (Фур_Ю76, Бузу — 1000, Бубе — 924). Итальянцы были третьими (Масала — 1019, Петрони — 962, Кристофори — 791).

## Плавание
В плавательном бассейне победил западногерманский пятиборец Христиан Сандов — 3 минуты 14,7 секунды, вторым был Ивар Сисниега из Мексики — 3 минуты 17,1 секунды, третьим — Даниэле Масала 3 минуты 18,6 секунды.

## Стрельба
Личное первенство. Положение после четырёх видов пятиборья.
1. Масала (Италия) — 4491 очко
2. Ниман (США) — 4253
3. Досымбетов (СССР) — 4252

## Кросс
Легкоатлетический кросс и церемония награждения победителей после завершения соревнований проходили в парке виллы Боргезе.
В командных соревнованиях на первом месте советское трио — 16082 очка, второе — за сборной Венгрии (Пайор — 5394, Часари — 5342, Мижер — 5276 очков). Итальянскую команду подвёл Паоло Кристофори. Будучи сильнейшим бегуном в сборной, он пробежал очень слабо. В итоге итальянцы получили бронзовые награды.